# Viviennea incompleta
Viviennea incompleta är en fjärilsart som beskrevs av Adalbert Seitz 1921. Viviennea incompleta ingår i släktet Viviennea och familjen björnspinnare. Inga underarter finns listade i Catalogue of Life.